# Greed (1924)
Greed is een Amerikaanse dramafilm uit 1924 onder regie van Erich von Stroheim. De film is gebaseerd op de roman McTeague (1899) van de Amerikaanse auteur Frank Norris.

## Verhaal
De tandarts McTeague trouwt met de verloofde van zijn vriend Marcus. Marcus kan daarmee leven, totdat zij de hoofdprijs wint in een loterij.

## Rolverdeling
| Acteur         | Personage |
| -------------- | --------- |
| Zasu Pitts     | Trina     |
| Gibson Gowland | McTeague  |
| Jean Hersholt  | Marcus    |
| Dale Fuller    | Maria     |